# アラスカ (客船)
アラスカ（SS Alaska）は、グイオン・ラインが所有していたオーシャン・ライナーである。

## 概要
アラスカはジョン・エルダー・アンド・カンパニーで建造され、1881年7月15日に進水した。当時グイオン・ラインの所有していたアリゾナよりも若干大きく、速力も速かった。また、初めて1週間以内に大西洋横断を実現し、1882年には太平洋横断最速記録であるブルーリボン賞を受賞した。その一方、消費する石炭の量が250t/日と多く、これはアリゾナの消費量より135tも多かった。
アラスカは1894年までに100航海を達成した。その後老朽化により客船としての維持が困難と判断され、1897年にCiaに輸送船としてチャーターされた。
1902年、アラスカは破棄、解体された。
| 記録              | 記録                                                | 記録          |
| ----------------- | --------------------------------------------------- | ------------- |
| 先代 ゲルマニック | ブルーリボン賞（西回り航路）保持船舶 1882年〜1884年 | 次代 オレゴン |
| 先代 アリゾナ     | ブルーリボン賞（東回り航路）保持船舶 1882年〜1884年 | 次代 オレゴン |